# Božidar Stanišić (pallanuotista)
Božidar Stanišić (in serbo Божидар Станишић?; Castelnuovo, 21 ottobre 1936 – Castelnuovo, 3 gennaio 2014) è stato un pallanuotista e allenatore di pallanuoto jugoslavo, vincitore di una medaglia d'argento a Tokyo 1964.

## Carriera
Nato in Montenegro, ha fatto parte delle squadre jugoslave che hanno vinto una medaglia d'argento alle Olimpiadi del 1964 e si sono classificate al quarto posto nel 1960. Ha vinto un'altra medaglia d'argento ai Campionati Europei del 1958.
Stanišić ha imparato a nuotare a 14 anni. Due anni dopo ha iniziato a giocare a pallanuoto per il PKV Jadran e con loro ha vinto il titolo nazionale nel 1958 e nel 1959; in seguito ha giocato per il VK Bijela e ha allenato entrambe le squadre. Stanišić era un avvocato di professione.
È stato votato atleta montenegrino dell'anno per quattro volte, nel 1959, 1961, 1963 e 1965.